# Marahau (Nouvelle-Zélande)

Le village de Mārahau est une très petite localité de la région de Tasman située dans l’ île du Sud de la Nouvelle-Zélande.

## Situation
Il est situé à approximativement 19 kmau nord de la ville de  Motueka. Il siège sur les côtes de la  baie de Tasman et au niveau de l’entrée sud du Parc national Abel Tasman ,ce qui en fait une destination populaire de vacances pour qui souhaite des activités d’extérieure.

## Activités
Les personnes accèdent à  ‘Abel Tasman’ à partir de  Mārahau par le 
 chemin de randonnée, en kayak ou en bateau-bus .
Au niveau du village de Mārahau lui-même, la plage offre la possibilité de nager de façon sécurisée et secourue ,et la randonnée à cheval est réputée pendant toute la saison d’été, qui est très fréquentée.

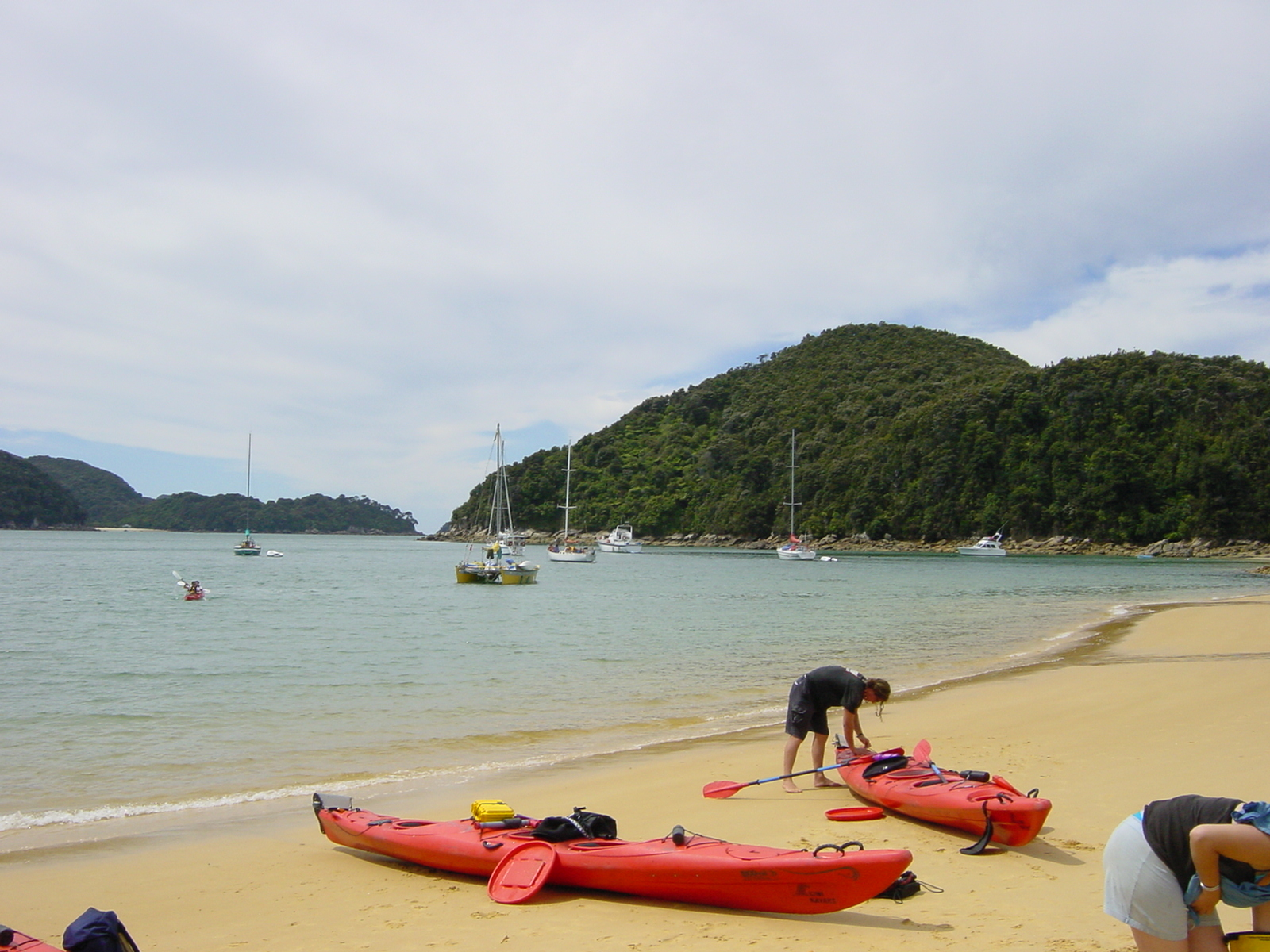
Kayaks au niveau de la plage de ‘Mārahau Beach’

 .